# Holbrook (Arizona)
Holbrook é uma cidade localizada no estado americano do Arizona, no condado de Navajo, do qual é sede. Foi incorporada em 1917.

## Geografia
De acordo com o United States Census Bureau, a cidade tem uma área de 45 km², onde 44,9 km² estão cobertos por terra e 0,1 km² por água.

### Localidades na vizinhança
O diagrama seguinte representa as localidades num raio de 56 km ao redor de Holbrook.

## Demografia
Segundo o censo nacional de 2010, a sua população é de 5 053 habitantes e sua densidade populacional é de 112,5 hab/km². Possui 1 881 residências, que resulta em uma densidade de 41,9 residências/km².

## Galeria de imagens

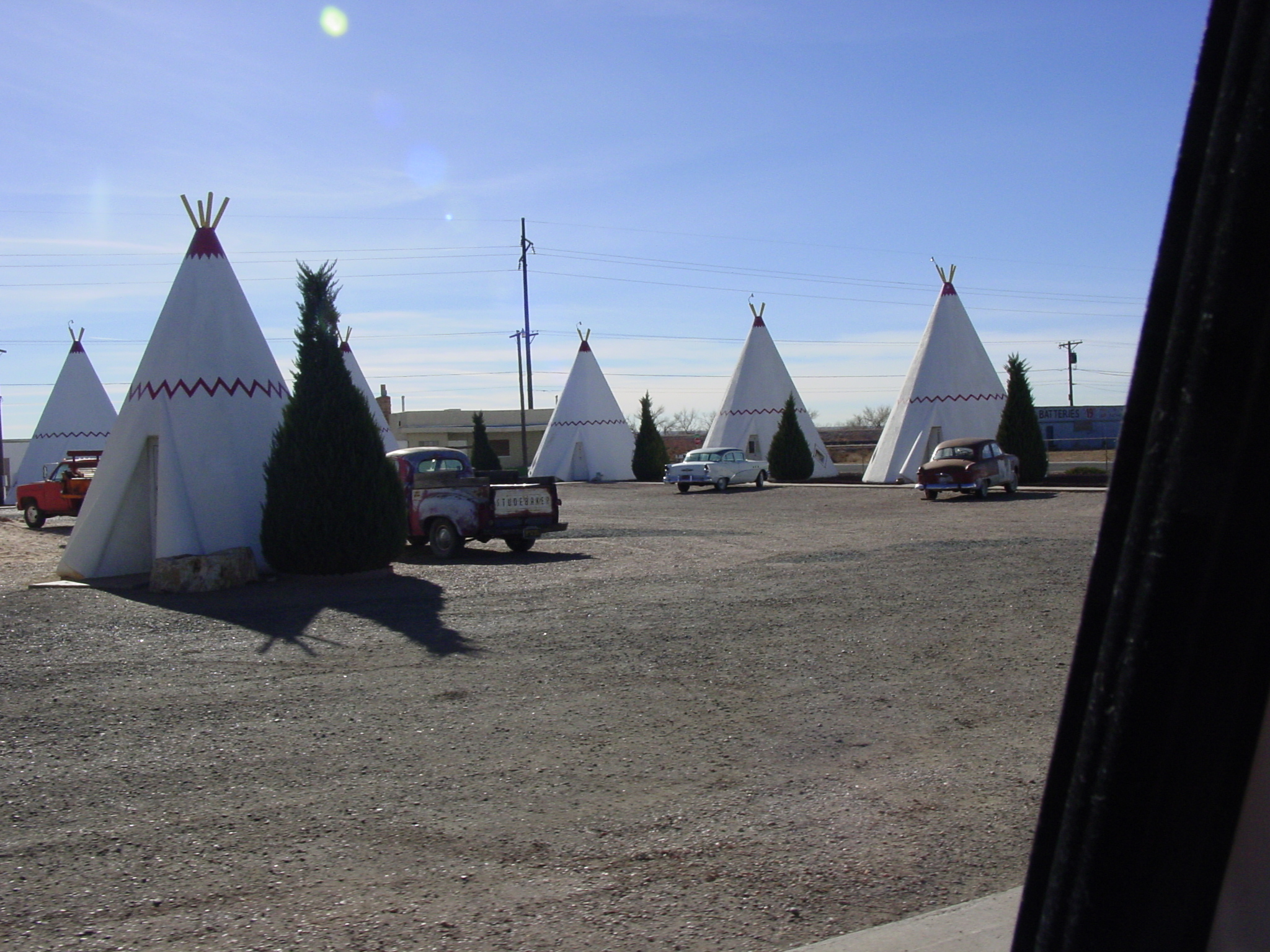
No Wigwam Motel ao longo U.S. Route 66, visitantes podem se hospedar em tipis (antigas tendas coloniais).